# István Barta
István Barta   (Álmosd, 13 d'agost de 1895 - Budapest, 16 de febrer de 1948) va ser un waterpolista hongarès que va competir durant les dècades de 1920 i 1930.
El 1924 va prendre part en els Jocs Olímpics de París, on fou cinquè en la competició de waterpolo. Quatre anys més tard, als Jocs d'Amsterdam, va guanyar la medalla de plata en la competició de waterpolo i el 1932, als Jocs de Los Angeles, guanyà la medalla d'or. En el seu palmarès també destaquen sis lligues hongareses de waterpolo i tres campionats d'Europa (1926, 1927, 1931).